# Eilema unicolor
Eilema unicolor är en fjärilsart som beskrevs av Bankes 1903. Eilema unicolor ingår i släktet Eilema och familjen björnspinnare. Inga underarter finns listade i Catalogue of Life.